# Scheer (Andlau)
Die Scheer ist ein rund 40 Kilometer langes Flüsschen in der französischen Region Grand Est, das im Département Bas-Rhin verläuft. Sie ist ein südsüdwestlicher und rechter Zufluss der Andlau.

## Name
Die Scheer wird im 12. Jahrhundert („ex utraque parte fluvii, qui dicitur Scere“) erstmals urkundlich erwähnt. Der Name leitet sich vermutlich vom keltischen Wort *skar- mit der Bedeutung „Fels“ ab.

## Geographie

### Verlauf
Die Scheer hat ihren Ursprung im Gemeindegebiet von Scherwiller, wo sie vom Aubach unter dem Namen Blumbaechl abzweigt. 
Auf einem kurzen Abschnitt trägt sie noch den Namen Saulager, bevor sie sich endgültig Scheer nennt. Sie entwässert generell Richtung Nordwest durch die Rheinebene. Oberhalb von Kertzfeld zweigt die Scheer Neuve (dt.: Neue Scheer) ab, die nach rund fünf Kilometern Lauf von rechts bei der Kläranlage von Zellweiler auf etwa 157 m in die Andlau mündet. 
Die Scheer selbst mündet erst viel weiter abwärts im Weichbild von Fegersheim auf einer Höhe von ungefähr 145 m von rechts in die Andlau.
Der 39,59 km langer Lauf der Scheer endet ungefähr 34 Höhenmeter unterhalb ihres Ursprungs, sie hat somit ein mittleres Sohlgefälle von etwa 0,86 ‰.

### Zuflüsse und Abzweigungen
Reihenfolge von der Quelle zur Mündung. Daten nach SANDRE
- Rainbaechel (links), 2,3 km
- La Schernetz (links), 17,7 km
- Scheer Neuve (linke Abzweigung), 5,6 km[6]

### Orte am Fluss
Reihenfolge von der Quelle zur Mündung
- Kertzfeld
- Westhouse
- Ittenheim
- Bolsenheim
- Limersheim
- Ichtratzheim
- Fegersheim